# Ding Guanpeng

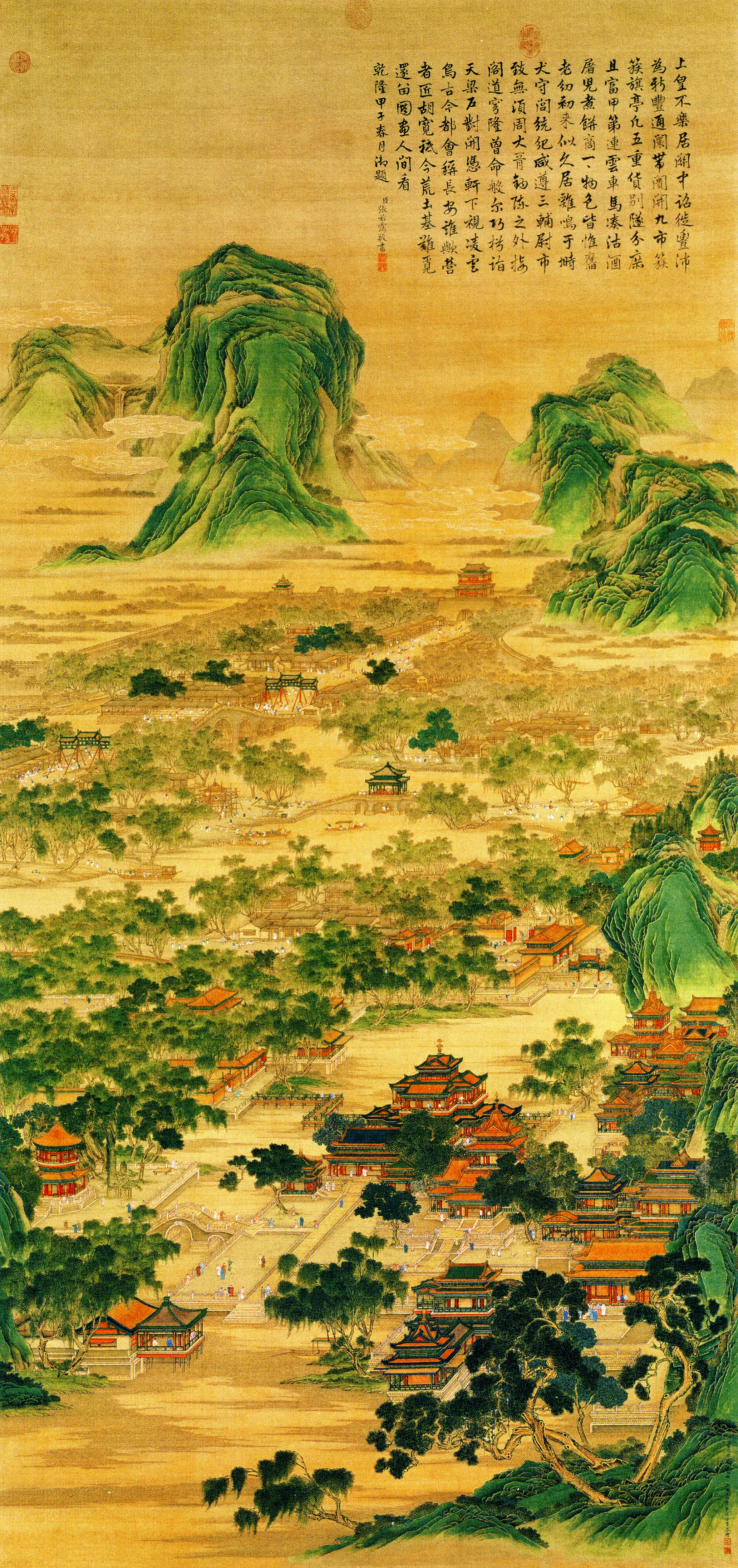
Ding Guanpeng, La nova ciutat de Feng" (Chang'an)

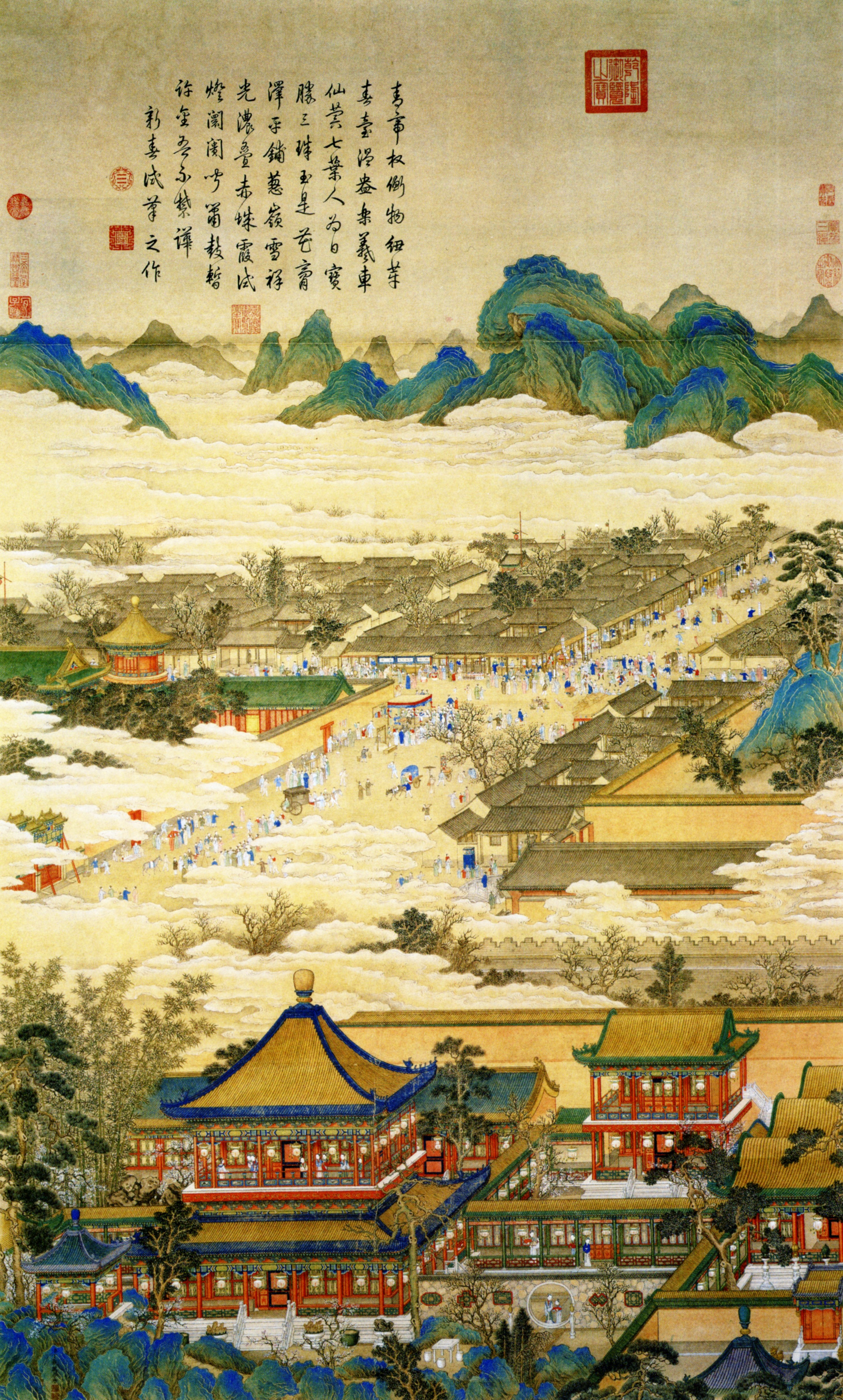
La pau comença a l'Any Nou, tinta i color sobre paper

Ding Guanpeng (xinès simplificat: 丁观鹏; xinès tradicional: 丁觀鵬; pinyin: Dīng Guānpéng) fou un pintor que va viure sota la dinastia Qing, a finals del regnat de l'emperador Yongzheng i començaments del de Qianlong. Va néixer a Shuntian, actualment Pequín, (fl. 1726-1770 o segons altres fonts (fl. 1708-1771).
Ding Guanpeng fou un pintor paisatgista. També va pintar gent i temes budistes i taoïstes. Va destacar acolorint, en el domini de llums i ombres, així com reproduint obres d'altres artistes. Tenia coneixements de l'art occidental gràcies al jesuïta Giuseppe Castiglione. Considerat un dels millors pintors de l'”Acadèmia de Pintura de la Cort” juntament amb Tang Dai, Shining Lang, Zhang Zongcang i Jin Tingbiao. Entre les seves obres destaquen: la còpia de “La Nimfa del riu Luo”. “La predicació de Buda” i “La Pau comença a l'Any Nou".